# GLP-2
グルカゴン様ペプチド-2（グルカゴンようペプチド-2、英語: Glucagon-like peptide-2、略称: GLP-2）は、33個のアミノ酸配列（HADGSFSDEMNTILDNLAARDFINWLIQTKITD）からなるペプチドである。腸管 L細胞および中枢神経系のさまざまなニューロンにおいて、グルカゴン様ペプチド-1（GLP-1）と同様の遊離プロセスで、プログルカゴンmRNAの翻訳後切断によって産生される。
2021年に日本においても、遺伝子組み換えペプチドであるテデュグルチド（商品名：レベスティブ）が、短腸症候群治療薬として承認されている。

## 生理・薬理作用

### 腸管保護・修復作用
腸内GLP-2は、栄養摂取時にGLP-1とともに分泌され、腸管の修復、保護にはたらく。この作用を応用して、GLP-2および関連する類似体は、短腸症候群、クローン病のような腸疾患の治療薬として使用されている。

### 血流・血圧に対する作用
ブタを使った研究で、GLP-2の静脈内投与により、腸管と門脈の血流量上昇が見られた。組織内のeNOS発現量が増加しており、NOS阻害薬によって血流量の上昇がみられたことから、NOを介した作用であることが示唆された。ラットを用いた研究においては、GLP-2の静脈内によって血圧下降作用が認められた。同様の作用は、脳室内投与によっても現れたことから、末梢組織への作用だけでなく、中枢神経を介した心血管系への制御にも関与していると考えられる。自然発症およびデキサメタゾンで誘発したラットの高血圧に対しても血圧低下作用が見られて

### 骨吸収抑制作用
短腸症候群の患者にGLP-2を5週間投与したところ、骨量・骨塩量の増加が見られた。さらにその後、閉経後の女性に対するGLP-2の急性皮下投与によって、血清中の骨吸収のマーカーであるc-telopeptides of collagen (s-CTX) や尿中deoxypyridindine (u-DPD)/creatinine のレベルが減少したことから、GLP-2による骨吸収の抑制が示唆された。この作用の詳細なメカニズムは明らかではないが、RAW264.7細胞（由来:マウスのマクロファージ）を分化させた破骨細胞において、過剰に発現させたGLP-2がTGFβ-Smad2/3-iNOS-NO シグナルに依存したアポトーシスを誘導することが報告されている。

### 摂食抑制作用
GLP-2をラットの脳室内に投与すると、摂食抑制作用が認められた。視床下部背内側核（摂食を制御する領域の一つ）においてGLP-2受容体が発現しており、この領域にはGLP-2を含んだ神経線維の投射が認められる。